# 小樽市綜合博物館
小樽市綜合博物館（日语：おたるしそうごうはくぶつかん）是位於北海道小樽市手宮1丁目的展示有關北海道的歷史、自然、鐵路等各類和交通、科學有關主題的博物館。

## 历史
小樽市綜合博物館是由小樽市博物館、小樽市青少年科学技術館、小樽交通記念館三家博物館統合之後設立。前身的小樽市博物館設立於1956年。博物館收藏展示有眾多珍貴的鐵路車輛和汽車藏品。

## 外部連結
- 小樽市総合博物館 （页面存档备份，存于）